# غوردي مولر
غوردي مولر (بالإنجليزية: Gordie Mueller) هو لاعب كرة قاعدة أمريكي، ولد في 10 ديسمبر 1922 في بالتيمور في الولايات المتحدة، وتوفي في 7 سبتمبر 2006 في تيمونيوم في الولايات المتحدة.